# (274856) Rosendosalvado
(274856) Rosendosalvado est un astéroïde de la ceinture principale.

## Description
(274856) Rosendosalvado est un astéroïde de la ceinture principale. Il fut découvert le 13 septembre 2009 à l'observatoire du Teide (ESA OGS) par Matthias Busch et Rainer Kresken. Il présente une orbite caractérisée par un demi-grand axe de 2,21 UA, une excentricité de 0,19 et une inclinaison de 2,7° par rapport à l'écliptique.